# 퍼머넌트 웨이브

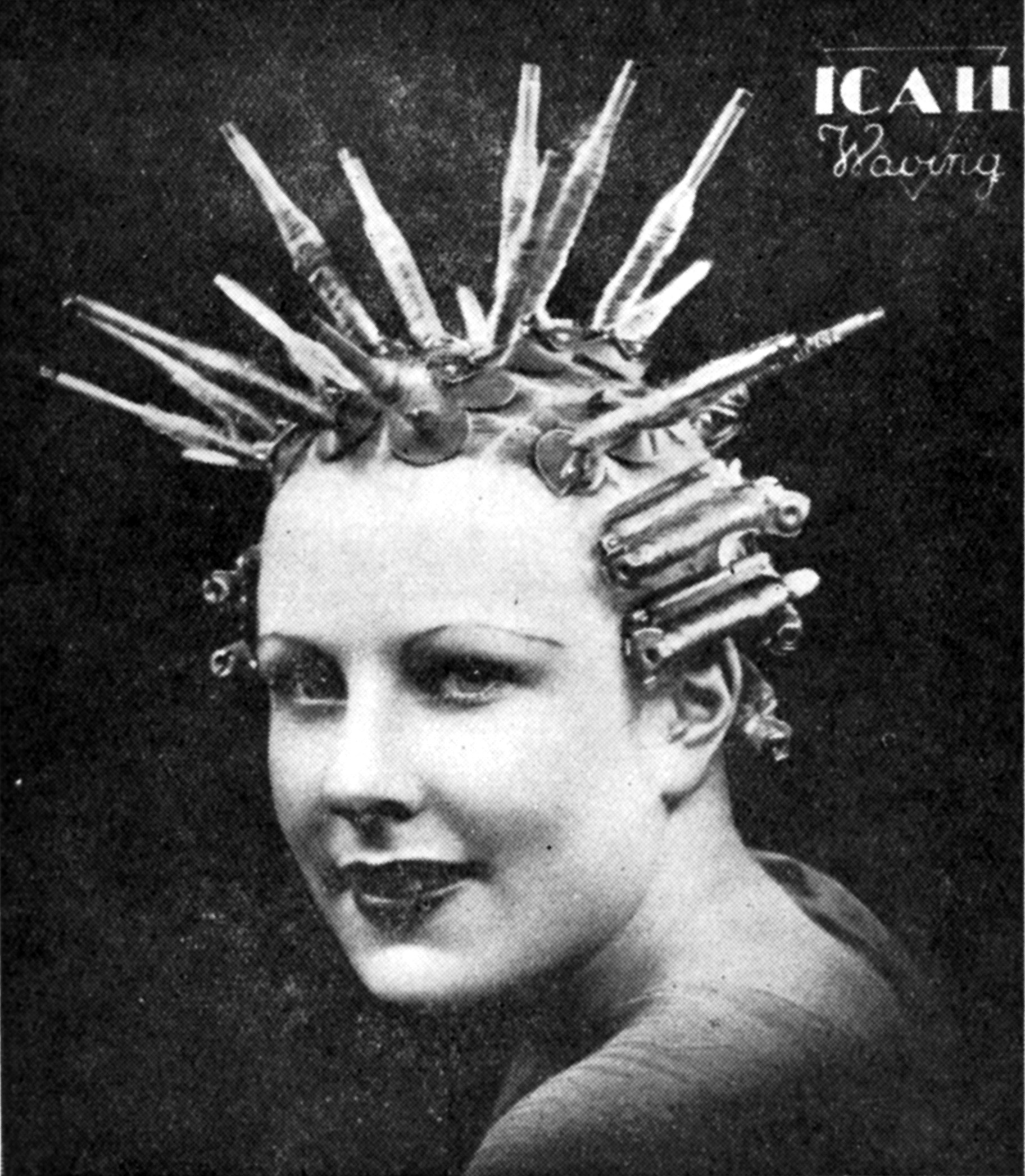
1934년

퍼머넌트 웨이브(영어: permanent wave; 문화어: 볶음머리) 또는 단순히 펌, 파마(영어: perm)은 헤어스타일의 하나이다.

## 역사
실용적인 열 방식을 만들어낸 최초의 사람은 1872년 당시 프랑스 파리의 이발사였던 마르셀 그라토(Marcel Grateau)였으며 후에 미국으로 이민을 와서 대중화에 일조한다.

## 개요
머리에 헤어 아이론 또는 헤어 드라이어를 이용한 일시적인 웨이브와는 달리 머리를 감아도 반영구적으로 형태가 유지되는 웨이브라는 의미로 생겨난 말이다. 일반적인 경우, 화학적인 작용을 가진 약제를 사용하며 모발에서 시스틴 결합의 환원과 산화 등의 화학반응을 의도적으로 일으키는 것으로 모발의 구조나 형태를 변화시킨 후 고정시키는 것이다.
요즘은 웨이브를 가진 머리를 스트레이트 스타일로 바꾸는 경우를 스트레이트 펌이라고 부르는 등, 각각의 화학작용으로 스타일을 바꾸는 것 자체를 펌이라고 하기도 한다.
그러나, 태어나서부터 웨이브가 있는 경우는 펌이라 하지 않고 곱슬머리라 한다.
또한 요즘은 디지털펌이나 볼륨펌 등 펌의 종류도 점점 다양해지고 있다.

## 같이 보기
- 헤어스타일
- 마르셀링(영어판)